# 楊振耀
楊振耀（英語：Eric Yeung Chun Yiu，1954年7月28日—），香港資深傳媒人，前DBC旗艦台台長。曾任無綫收費電視行政總裁、商業電台節目主持兼首席助理行政總裁、路訊通控股有限公司集團董事總經理助理及署理總經理。

## 背景

### 早年生活
楊振耀於香港出生，有兩名兄弟姊妹。他在香港島灣仔區天樂里舊樓（天樂里1號/軒尼詩道380號，現已拆卸）的板間房成長。父親是一名於摩利臣山道商舖工作的裁縫。楊振耀就讀位於救世軍光裕學校（幼稚園部；1960年畢業）、銅鑼灣東院道的佛教黃焯菴小學（1966年畢業）和佛教黃鳳翎中學（1966年入讀，1971年中五理科、1972年中六文科）。在校時曾考獲全班第一。因為小時候的活動範圍窄，他就讀中三期間才首次與同學參觀九龍廟街。又當過摩理臣山泳池暑期儲物管理員。
楊振耀考獲不錯的香港中學會考成績，有B級和C級等第。升讀中六後轉讀文科預科班，且以香港中文大學入學資格考試佳績考入香港中文大學。而黃宏發是其當時的大學老師。在學階段會與大學同學登山涉水。他後來在1976年畢業於香港中文大學政治與行政學系。

### 事業發展

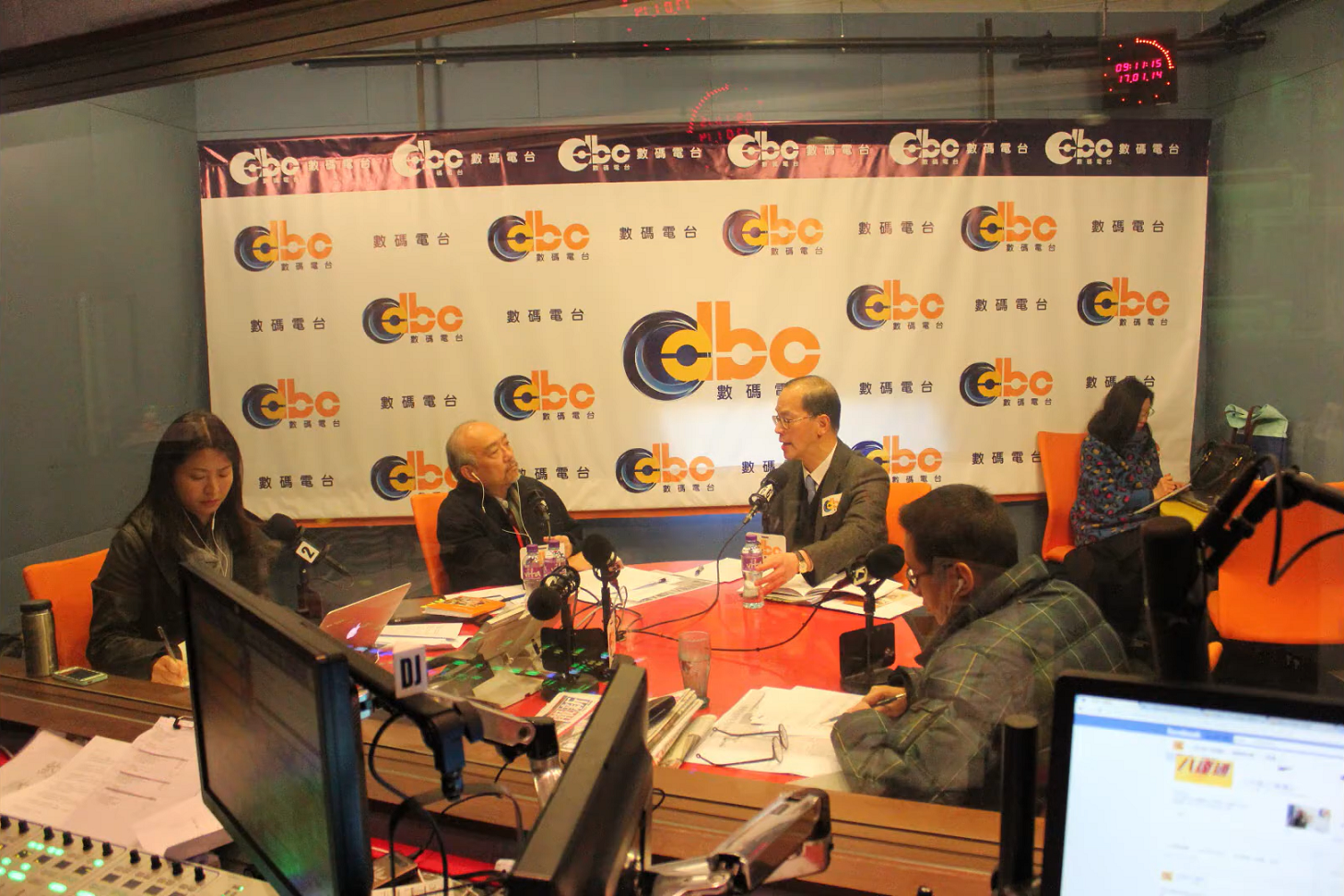
2014年，楊振耀（左二）主持廣播節目《早晨八達通》，訪問時任民政事務局局長曾德成。

楊振耀於1976年畢業後同年在大學輔導處看見香港商業電台招聘製作助理的廣告，便去嘗試應徵，由著名播音員周聰任面試官。入職時既當製作助理，又當廣播節目主持。加入香港商業電台從事傳媒崗位是他的第一份工作。後來成為唱片騎師，並與關西蒙、曾路得、鍾保羅（已故）、盧業瑂、俞琤、湯正川、陳少寶、樂仕、錢錢、朱明銳、蘇施黃以及梁安琪組成13人唱片騎師組合「六啤半」，曾主唱歌曲搖擺樂，收錄於《六啤半》大碟內；1985至1988年在商業二台與盧業瑂、黃鐵雄、張麗瑾、劉煥君、陳輝虹等人主持《月光光四人幫》節目。此前他於1979年起獲電影導演余允抗邀請參演電影，但基於認為當演員的生活沒有收入保障且付出與收入不成比例而未有全身投入。
及後，他於1988年接替湯正川出任節目發展廣播製作經理。1989年初由主理行政部門變為兼理廣告創作部工作。在任行政主管期間，他曾是商業電台第二台的執行監製，即副總監。早於1980年初已在香港經營日本漫畫卡通和美國錄影帶的發行生意。由於公司生意拓展至東南亞市場，所以他在1987年5月一度辭去電台的行政職務，只專注於主持電台節目及自家生意。至1995年，他移居澳洲，擔任澳洲上市公司 Tele-Italia 旗下華語有線電視台 New World TV 執行監製。
1997年，他重返香港商業電台，先任職商業二台副節目總監，後任職企劃及策略總監。至2000年10月加入路訊通控股有限公司擔任節目策劃總裁。離開前是路訊通的董事總經理助理同署理總經理。楊振耀於2007年出任無綫收費電視行政總裁。2009年元旦假期再次回歸香港商業廣播有限公司任職首席助理行政總裁。另外，楊於2013年起接替麥潤壽出任DBC旗艦台台長。他現時是一位專欄作家。

## 政治立場
楊振耀亦有參與支持港版國安法的聯署。

## 電視劇演出

### 香港電台電視部
- 1984年： 陽光下的孩子 飾 爸爸 (與麥潔文、葉峻海、李雪健、林俊賢及張繼聰合演)

## 電影事業

### 演出
- 1980年：山狗 飾 朱探長
- 1980年：喝采
- 1981年：凶榜
- 1983年：我愛夜來香
- 1983年：害時出世
- 1983年：叔侄‧縮窒
- 1984年：緣份 飾 招聘者
- 1984年：三十處男
- 1985年：錯體人
- 1985年：瘋狂遊戲
- 1985年：鬥氣小神仙 飾	雍晴父親
- 1985年：青春節拍
- 1985年：1/2段情 飾 何其堅
- 1986年：殺妻二人組
- 1986年：再見媽咪
- 1987年：江湖正傳（同為電影的藝術指導、副導演和助理導演）
- 1988年：吉屋藏嬌 飾 楊先生
- 1990年：錯在新宿 飾 K.K.楊

### 策劃
- 1985年：青春節拍

### 編劇
- 1985年：青春節拍
- 1988年：八星報喜
- 1992年：家有囍事

## 主持節目
電台
- 早晨八達通（DBC）
- 美食殿堂（香港商業電台）
- 在晴朗的一天出發（香港商業電台）
- 每當變幻時 （页面存档备份，存于）（香港商業電台）
- 每當晚飯時（香港商業電台）[14]
- 女姐、女姐我問你（與鳳凰女拍擋）（香港商業電台）[15]
- 月光光四人幫（香港商業電台）[9]
- 山水有相逢（香港商業電台）[9]

電視
- 1980年：貓頭鷹時間（麗的電視）[16]

## 外部連結
- 新‧潮 博客專頁，楊振耀